# Rakuten
Rakuten, Inc. é um conglomerado tecnológico japonês que oferece serviços como compras, exibição de vídeos online e diversos outros serviços. A empresa mira em múltiplas ofertas de conteúdo digital combinadas aos seus serviços de plataforma de e-commerce e finanças.
No Brasil, a empresa atua desde 2011, quando comprou a brasileira Ikeda, dando a ela o nome de Rakuten Brasil. O aplicativo de mensagens Viber e o leitor digital Kobo, são dois dos produtos mais conhecidos da companhia no país, além da própria loja online mantida pela empresa em território nacional.
Em 2013, a empresa anunciou a compra do site Viki, popular plataforma de streaming de videos.
No final de 2019 a Rakuten vendeu sua operação no Brasil para um desconhecido e misterioso grupo americano Ten Oaks Group, que trocou o nome Rakuten para Gencomm, e apenas 3 meses depois pediu recuperação judicial. A manobra altamente suspeita livrou a Rakuten de um rombo milionário. Milhares de clientes (lojistas) ficaram sem receber os valores de suas vendas realizadas através do sistema de pagamento Rakuten Pay. Os prejuízos vão muito além do desvio dos recebíveis, pois milhares de lojas que faziam parte da plataforma de comércio eletrônico Rakuten estão com as vendas bloqueadas e terão que migram para plataformas confiáveis. Lojistas buscam ações na justiça e junto a órgão de controle e investigação para punir a Rakuten pelo enorme prejuízo causado.

## História
A Rakuten foi estabelecida em 1997, como MDM Inc pelo empresário Hiroshi Mikitani.

## Patrocínios

### Futbol Club Barcelona
Em 2017, a empresa assinou contrato de patrocínio master do Barcelona pelo valor aproximado de 55 milhões de euros até o final do contrato, em 2021, com bônus de €1,5 milhão em caso de título da La Liga e €5 milhões para um título na Liga dos Campeões da UEFA.

### Japan Open Tennis
A empresa é a patrocinadora principal do Japan Open Tennis, principal torneio de tênis do país. O nome da empresa dá nome ao torneio, sendo chamado de Rakuten Open.

### Golden State Warriors
Desde que foram liberados os patrocínios na barra do uniforme dos times da NBA, a empresa fechou acordo com a equipe do Golden State Warriors para estampar sua marca na barra da camisa

## Subsidiarias
- Aquafadas
- Alpha Direct Services
- Dot Commodity, Inc.
- Ebates Inc.
- Fusion Communications Corp.
- Keiba Mall, Inc.
- Kenko.com. Inc.
- Kobo Inc.
- LinkShare Japan K.K.
- Net's Partners, Inc.
- O-net, Inc.
- OverDrive, Inc.
- Play.com
- Priceminister S.A.S
- PT.Rakuten-MNC
- Rakuten Auction Inc.
- Rakuten Austria GmbH
- Rakuten Baseball, Inc.
- Rakuten Bank, Ltd.
- Rakuten Brasil Internet Service Ltda.
- Rakuten Card Co., Ltd
- Rakuten Deutschland GmbH
- Rakuten Edy, Inc.
- Rakuten EMOBILE, Inc.
- Rakuten Enterprise Inc.
- Rakuten India Enterprise Pvt.Ltd.
- Rakuten Insurance Planning Co., Ltd.
- Rakuten Investment Management, Inc.
- Rakuten Life Insurance Co. Ltd.
- Rakuten Linkshare (antiga LinkShare Corporation)
- Rakuten Logistics, Inc.
- Rakuten Loyalty (antiga FreeCause)[10]
- Rakuten Malaysia Sdn. Bhd.
- Rakuten MediaForge, Inc.
- Rakuten Research, Inc.
- Rakuten Securities, Inc.
- Rakuten Shashinkan, Inc.
- Rakuten.com Shopping (antiga Buy.com)
- Rakuten ShowTime, Inc.[11]
- Rakuten Spain, SL
- Rakuten Travel, Inc.
- Shareee, Inc.
- Signature Japan Co., Ltd.
- Slice Technologies, Inc.
- Taiwan Rakuten Ichiba, Inc.
- TARAD Dot Com Co., Ltd.
- TicketStar Inc.
- Wuaki.tv
- Viber
- Viki
- Webgistix